# 神戸市文書館
神戸市文書館（こうべしぶんしょかん）または旧池長美術館は、兵庫県神戸市中央区にある地域歴史資料館。

## 概要
建物は2000年に神戸市景観形成重要建築物の指定を受けている。古くは池長孟のコレクションを集めたの私立の美術館として建設され、その後に所有が神戸市に移った後は市立神戸美術館、市立南蛮美術館を経て現在の神戸市立博物館ができると共に現在の文書館として使用されている。装飾は大理石の他、様式はアールデコ調などが取り入れられている。神戸市文書館は、市制100周年を記念して1989年度に開館。「新修神戸市史」編集のために収集した資料を中心に、神戸市域に関する歴史的・文化的な価値のある文書や資料類及びその複写物などを保存している。

### 歴史
私立池長美術館(1938年 - 1944年）
1938年（昭和13年）5月、池長孟（いけながはじめ）が私立池長美術館を中央区熊内町に開設し、1940年（昭和15年）4月から一般公開した。その後、1944年（昭和19年）まで展示会を続けたが、戦争のために閉鎖する。
神戸市立美術館(1951年 - 1965年）
池長孟から神戸市が譲り受け、1951年（昭和26年）に神戸市立美術館と改称して開館する。
神戸市立南蛮美術館(1965年 - )
1965年（昭和40年）4月に神戸市立南蛮美術館と改称する。1982年（昭和57年）11月、京町筋に新設の神戸市立博物館内に南蛮美術館を設置して、美術品をすべて移転する。中央区熊内町の建物は閉館する。
神戸市文書館（1989年 - ）
1989年（平成元年）6月、神戸市文書館として、中央区熊内町の建物で開館する。

### 建築概要
- 設計 - 小川安一郎[1]
- 施行 - 藤木工務店[2]
- 竣工 - 1937年（昭和12年）
- 構造 - RC造3階
- 所在地 - 〒651-0056 兵庫県神戸市中央区熊内町1-8-21

### 年表
- 1938年（昭和13年）5月 - 池長孟（いけながはじめ）が「私立池長美術館」を開設
- 1940年（昭和15年）4月 - 一般公開
- 1951年（昭和26年）7月 - 市立神戸美術館として開館
- 1965年（昭和40年）4月 - 市立南蛮美術館と改称
- 1982年（昭和57年）11月 - 市立博物館内に「南蛮美術館」を設け移転、閉館
- 1989年（平成元年）6月 - 神戸市文書館として開館
- 2000年（平成12年）3月 - 神戸市景観形成重要建築物に指定[3][4]

### 収蔵資料
- 古文書：江戸時代から明治・大正・昭和の文書、江戸時代・近代・現代
- 居留地関係文書
- 雑誌（明治～昭和初期）、兵庫県勧業報告、農工商業雑報
- 新聞：主に神戸市域で発行された明治から昭和にかけての新聞、神戸の旧居留地で発行された英字新聞など
- 神戸市行政資料：明治期から現代にいたるまでの、神戸市政に関するデータが閲覧できる
- 図書・文献類：神戸市域の歴史を調べるための文献 神戸市史、新修神戸市史、神戸市史紀要『神戸の歴史』

## 利用情報
- 開館時間：9時-12時、13時-17時
- 休館日：土曜日、日曜日、祝日及び振替休日、年末年始

## 交通アクセス
- 山陽新幹線、神戸市営地下鉄山手線および北神線 新神戸駅 徒歩10分
- 神戸市バス 2系統または18系統に乗車し「熊内5丁目」バス停で下車